# FZD8
Uvojiti-8 je protein koji je kod ljudi kodiran FZD8 genom.
Članovi familije „uvojitih“ proteina su 7-transmembranski receptori za Wnt signalne proteine. FZD8 protein sadrži signalni peptid, cisteinom bogati domen u -terminalnom ekstracelularnom regionu, 7 transmembranski domen, i -terminalni PDZ vezujući motiv. Ovaj gen je visoko izražen u dva tipa ćelija ljudskog kancera. Kristalna struktura ekstracelularnog, cisteinom-bogatog domena, srodnog mišjeg proteina je određena.

## Literatura
- Wang Y; Macke JP; Abella BS;  . (1996). „A large family of putative transmembrane receptors homologous to the product of the Drosophila tissue polarity gene frizzled”. J. Biol. Chem. 271 (8): 4468—4476. PMID 8626800. doi:10.1074/jbc.271.8.4468.
- Finch PW; He X; Kelley MJ;  . (1997). „Purification and molecular cloning of a secreted, Frizzled-related antagonist of Wnt action”. Proc. Natl. Acad. Sci. U.S.A. 94 (13): 6770—6775. PMC 21233 . PMID 9192640. doi:10.1073/pnas.94.13.6770.
- Tamai K; Semenov M; Kato Y;  . (2000). „LDL-receptor-related proteins in Wnt signal transduction”. Nature. 407 (6803): 530—535. PMID 11029007. doi:10.1038/35035117.
- Hartley JL, Temple GF, Brasch MA (2001). „DNA cloning using in vitro site-specific recombination”. Genome Res. 10 (11): 1788—1795. PMC 310948 . PMID 11076863. doi:10.1101/gr.143000.
- Semënov MV; Tamai K; Brott BK;  . (2001). „Head inducer Dickkopf-1 is a ligand for Wnt coreceptor LRP6”. Curr. Biol. 11 (12): 951—961. PMID 11448771. doi:10.1016/S0960-9822(01)00290-1.
- Dann CE; Hsieh JC; Rattner A;  . (2001). „Insights into Wnt binding and signalling from the structures of two Frizzled cysteine-rich domains”. Nature. 412 (6842): 86—90. PMID 11452312. doi:10.1038/35083601.
- Yao R, Maeda T, Takada S, Noda T (2001). „Identification of a PDZ domain containing Golgi protein, GOPC, as an interaction partner of frizzled”. Biochem. Biophys. Res. Commun. 286 (4): 771—778. PMID 11520064. doi:10.1006/bbrc.2001.5430.
- Strausberg RL; Feingold EA; Grouse LH;  . (2003). „Generation and initial analysis of more than 15,000 full-length human and mouse cDNA sequences”. Proc. Natl. Acad. Sci. U.S.A. 99 (26): 16899—16903. PMC 139241 . PMID 12477932. doi:10.1073/pnas.242603899.
- Deloukas P; Earthrowl ME; Grafham DV;  . (2004). „The DNA sequence and comparative analysis of human chromosome 10”. Nature. 429 (6990): 375—381. PMID 15164054. doi:10.1038/nature02462.
- Omoto S; Hayashi T; Kitahara K;  . (2004). „Autosomal dominant familial exudative vitreoretinopathy in two Japanese families with FZD4 mutations (H69Y and C181R)”. Ophthalmic Genet. 25 (2): 81—90. PMID 15370539. doi:10.1080/13816810490514270.
- Lu W, Yamamoto V, Ortega B, Baltimore D (2004). „Mammalian Ryk is a Wnt coreceptor required for stimulation of neurite outgrowth”. Cell. 119 (1): 97—108. PMID 15454084. doi:10.1016/j.cell.2004.09.019.

## Spoljašnje veze
- „Frizzled Receptors: FZD8”. IUPHAR Database of Receptors and Ion Channels. International Union of Basic and Clinical Pharmacology. Архивирано из оригинала 03. 09. 2014. г.